# Bombardování Ždírce nad Doubravou
V noci a dopoledne 9. května 1945 bylo na německé vojsko, pokoušející se o útok, ve městě Ždírec nad Doubravou a jeho okolí provedeno bombardování Sovětskými letadly. Němečtí vojáci a někteří obyvatelé Ždírce utekli do polí a lesů okolo, někteří ale zůstali ve městě. Právě kvůli tomu si tento nálet vyžádal 23 mrtvých a 40 raněných. Nalezeno bylo 127 kráterů od vybuchlých bomb a 84 nevybuchlých, nevybuchlé bomby z druhé sv. války se v okolí Ždírce nacházejí dodnes. Ve Ždírci v té době bydlelo 800 obyvatel.

## Okolnosti
Dne 6. května 1945 projelo Ždírcem ohromné množství německých vojáků a maďarských jednotek, které se přesunovaly směrem k Německému Brodu. Odpodledne se nad lesy raneckého okolí objevila dvě letadla, která pravděpodobně pátrala po partyzánech. Z letadel bylo shazováno několik bomb do lesů.
Dne 8. května 1945 se na silnicích kolem Ždírce stále zvyšoval počet německých vojáků a uprchlíků, kteří se hromadně snažili uniknout směrem k Havlíčkovu Brodu a Čáslavi. Němečtí letci shazovali letáky, ve kterých vyzývali Němce, aby nevzdávali, protože válka ještě neskončila a kapitulace není možná. Tyto letáky byly podepsány generálem Lehringem.

## Den 9. května
9. května 1945 v noci a dopoledne se na státních silnicích u Ždírce nacházela velká koncentrace německých vojsk a uprchlíků. Před polednem nad Ždírcem proletělo ruské průzkumné letadlo, na které Němci u Nového Ranska zaútočili z kulometů a protiletadlových děl. Krátce poté bylo slyšet skupinu bombardovacích letadel, která se blížila od Radostína a Hluboké. Letadla přeletěla nad Krucemburkem, kde shazovala bomby, a směřovala k Ždírci. V té době se na silnicích a mezi domy nacházelo mnoho dobře ozbrojených německých vojáků. Němci, kteří byli seznámeni s účinky těchto náletů, se rozhodli rozprchnout se do všech směrů - přes pole, louky, železnici s tanky, obrněnými, nákladními a osobními auty, povozy atd. Byl to zoufalý útěk, při kterém se každý snažil zachránit svůj život. Mnoho nákladních aut a obrněných vozidel skončilo převrácených v příkopech podél silnice. Někteří Němci zapálili benzínem políčekaná auta, aby se nedostala do rukou nepřátel. Lidé z okolí Havlíčkova Brodu se ještě v plné zbroji vrátili domů v domnění, že Rusové jsou v Brodě, a poté uprchli směrem k Chotěboři a Chrudimi. Vyhazovali zbraně, ruční granáty a pancéřové pěsti do silničních příkopů a polí. Někteří místní obyvatelé uprchli do lesů v oblasti Raneckého údolí, Kopaniny a Horního lesa u Studence. Většina zůstala ve svých domech, skryla se ve sklepích nebo pod klenbami a někteří dokonce klidně pozorovali letadla. Pro ně to však bylo nejtragičtější. Bomby začaly dopadat na vesničku a ničení začalo. Bylo zaznamenáno 127 kráterů po odpálených bombách a 84 nevybuchlých. Celkem 23 lidí zemřelo a více než 40 bylo zraněno. Někteří zjistili, že jejich domovy se změnily v trosky. Zahájily se záchranné práce, kterých se zúčastnili dobrovolníci, hasiči a pohotovostní jednotky mezi prvním a druhým náletem. Před příchodem druhého náletu všichni lidé utekli do polí a lesů. Druhý nálet byl ještě horší než ten první. Po náletu se lidé vrátili zpět a obraz hrůzy, který se jim naskytl, byl ještě děsivější. Záchranné práce se okamžitě znovu rozjely a mrtví a zranění byli vyprošťováni z trosek. Celkem zemřelo 23 lidí. Mnoho sousedů se zapojilo do záchranných prací a vyprošťování. Celkem bylo zničeno 29 domů, která byla srovnána se zemí nebo nahrazena hlubokými krátery. Dalších 70 budov nelze vůbec obývat, a u ostatních byla poškozena okna a střechy. Pošta a škola byly také poškozeny. To, co bomby nezničily, bylo rozstříleno kulomety hloubkových bombardérů. Bylo také zaznamenáno mnoho mrtvých mezi Němci. Celkem 20 vojáků a jeden chlapec z Pardubic. Krátery po bombech měly průměr 10 metrů a hloubku 5 metrů. Na místní parní pilce bylo zaznamenáno celkem 17 zásahů, z nichž 14 explodovalo a 3 bomby nevybuchly. Na státních silnicích bylo nezměrné množství kráterů, přičemž největší z nich byl u poštovního úřadu a další za Ždírcem směrem ke Krucemburku. U transformátoru byly stromy s kořeny vyvráceny u silnice, překážely na ní a transformátor byl roztříštěn. Později toho dne dorazila ruská vojska od Žďáru nad Sázavou a rychle pokračovala směrem k Praze.

## Seznam mrtvých
| Jméno               | Datum narození | Povolání               | Adresa        |
| ------------------- | -------------- | ---------------------- | ------------- |
| Václav Coufal       | 2.6. 1890      | Dělník                 | Ždírec č. 10  |
| Emilie Coufalová    | 1.4. 1892      | Dělnice                | Ždírec č. 10  |
| Miroslav Coufal     | 4.4. 1923      | Soustružník kovů       | Ždírec č. 109 |
| Miroslava Coufalová | 23.3. 1925     | Provdaná Velíková      | Ždírec č. 109 |
| Ladislav Velík      | 17.5. 1921     | Soustružník kovů       | Ždírec č. 109 |
| Anna Kovaříková     | 23.3. 1903     | Žena zřízení dráhy     | Ždírec č. 109 |
| Vladimír Buraň      | 9.3. 1941      | Dítě                   | Ždírec č. 36  |
| Jaroslav Buraň      | 6.2. 1942      | Dítě                   | Ždírec č. 36  |
| Růžena Koukalová    | 11.1. 1893     | Manž. rotmistra        | 113           |
| František Plašil    | 2.12. 1883     | Invalida klempíř       | 107           |
| František Novotný   | 2.9. 1943      | Dítě                   | 107           |
| Zdenka Novotná      | 19.6. 1936     | Školačka               | 107           |
| Oldřich Coufal      | 13.4. 1933     | Školák                 | 105           |
| Jaroslava Nováková  | 14.9. 1923     | Učitelka ručních prací | 38            |
| Josef Švestka       | 18.8. 1868     | Zemědělec              | 38            |
| Libuše Pelikánová   | 11.8. 1892     | Manž. řídící učitelka  | v.v. 153      |
| Taťána Trojanová    | 14.2. 1941     | Vnučka předešlé        | 153           |
| Marie Grulichová    | 20.1. 1890     | Vdova domkáře          | 75            |
| Antonie Poulová     | 18.9. 1897     | Dělnice                | 65            |
| František Daniel    | 29.1. 1870     | Truhlář                | 82            |
| Josef Ondráček      | 23.4. 1871     | Zřízení dráhy          | v.v. 106      |
| Bohumil Culek       | 6.5. 1938      | Dítě                   | 92            |
| Oldřich Janáček     | 10.5. 1931     | Školák                 | 108           |

## Seznam zničených a poškozených budov
| Čp. | Název             | Stav budovy                                                      |
| --- | ----------------- | ---------------------------------------------------------------- |
| 2   | Emil Pochop       | Hospodářské budovy a střecha obytného stavení                    |
| 6   | Jan Dočekal       | Polovina domku zbořena                                           |
| 10  | Bedřich Kotouč    | Úplně rozbořeno                                                  |
| 11  | František Růžička | Úplně rozbořeno (dvěma zásahy)                                   |
| 21  | Antonín Fiala     | Polovina domku zbořena                                           |
| 23  | Matylda Růžičková | Tři čtvrtiny domku zbořeno                                       |
| 24  | Bohumil Daniel    | Polovina domku zničena                                           |
| 35  | Karel Starý       | Tři čtvrtiny domku zbořeno                                       |
| 36  | Josef Buraň       | Úplně zničeno                                                    |
| 38  | Růžena Nováková   | Úplně zničeno                                                    |
| 43  | František Fidler  | Úplně zničena stodola a poškozena střecha                        |
| 45  | Antonín Jelínek   | Polovina domku                                                   |
| 48  | Osvald Zdražil    | Úplně zničeno                                                    |
| 50  | František Daniel  | Úplně zničeno                                                    |
| 52  | Jaroslav Běloušek | Zničeno 100 %                                                    |
| 54  | František Mísař   | Zničeno obytné stavení, stáje a stodola                          |
| 64  | Svatava Stehnová  | Úplně zničeno                                                    |
| 65a | František Poula   | Polovina domku zbořeno                                           |
| 65b | Josef Fiala       | Polovina domku zbořeno                                           |
| 68  | František Culek   | Zničena stodola, kolna a střecha domovního stavení               |
| 75  | František Grulich | Zničena stodola                                                  |
| 83  | Ladislav Pospíšil | Polovina domu zničeno                                            |
| 88  | Pravoslav Carda   | Úplně zničeno                                                    |
| 90  | Ladislav Mísař    | Úplně zničeno                                                    |
| 91  | Ludmila Mísařová  | Polovina domku zničeno                                           |
| 92  | Bohumil Culek     | Poškozena stáj a kolna                                           |
| 93  | Marie Danielová   | Čtvrtina domku poškozena                                         |
| 96  | František Socha   | Polovina stavení zničena                                         |
| 98  | Antonie Adámková  | Polovina jednopatrové vilky                                      |
| 101 | Jan Chvátal       | Ve stavu rozvalin                                                |
| 105 | Růžena Coufalová  | Tři čtvrtiny domku zbořeno                                       |
| 106 | František Novotný | Dům v rozvalinách                                                |
| 107 | František Plašil  | Stavení úplně rozmetáno i jeho majitel                           |
| 108 | Rudolf Janáček    | Stavení v rozvalinách                                            |
| 109 | Václav Coufal     | Zbořeniště, 6 lidí zabito, 1 raněn                               |
| 110 | Švandová          | Tři čtvrtiny vily v rozvalinách                                  |
| 113 | Petr Koukal       | Stavení hromada trosek                                           |
| 115 | Josefa Pelikánová | Polovina domku zničeno                                           |
| 116 | Jan Vomela        | Polovina domku zničeno                                           |
| 119 | František Sotona  | Shořelo do základů se zásobami a zbožím                          |
| 121 | Antonín Švanda    | Střecha tašková zničena, zdivo poškozeno, ploty a mostek zničeny |
| 125 | Josef Smíšek      | Zničena střecha, rozpukané zdivo                                 |
| 126 | František Culek   | Polovina stavení zbořeno                                         |
| 134 | Josef Novotný     | Zbořeniště                                                       |
| 136 | St. Milfajt       | V rozvalinách, v 3 měsících postavena nová jednopatrová vila     |
| 146 | Eduard Pátek      | Poškozena střecha, rozpukané zdivo, neobývatelné                 |
| 158 | Václav Neuwirth   | Střecha zničena, zdivo poškozeno                                 |
| 159 | Antonín Sedlák    | Rozbořen dřevník                                                 |